# Šumskij
Šumskij (in russo Шумский?) è un insediamento di tipo urbano della Russia, situato nell'Oblast' di Irkutsk.